# Jean Dragesco
Jean Dragesco, né le 26 avril 1920 à Cluj (Roumanie) et mort le 26 août 2020 à Saint-Clément-de-Rivière (Hérault, France), est un chercheur au CNRS, Docteur ès sciences, enseignant en biologie animale et technologie photo-cinématographique, astronome et photographe astronomique.

## Biographie
En 1940, à la suite du second « Diktat de Vienne », la dictature de Miklos Horthy s'abat sur sa région natale, mais peu après, le reste de la Roumanie succombe aussi : Jean Dragesco se réfugie alors en France et y reste, en dépit de l'Occupation. Il y devient horloger et réparateur d'appareils photo. Après la guerre, son pays natal subit une nouvelle dictature totalitaire durant encore quarante-cinq ans, et sa libération ne se produit que lorsque Dragesco est âgé de 70 ans, de sorte qu'il vit tout le reste de son existence (cent ans) en France, dont la libération dès 1945 lui permet de réaliser sa vocation scientifique.
Cet autodidacte est à l'origine d'une centaine d'articles et d'ouvrages sur l'astronomie, écrits tout au long de sa carrière. Il publie au moins 160 articles de protistologie, et photographie les oiseaux et les mammifères qu'il étudie.
Il est aussi l'inventeur du premier fusil photographique : le « Dragescotard », permettant d'enchaîner à très grande vitesse la prise de vues.
Il décède le 26 août 2020 à Saint-Clément-de-Rivière

## Prix et hommages
Il reçoit en 1965 le prix Henry-Rey de la Société astronomique de France.
(12498) Dragesco, astéroïde de la ceinture principale découvert en 1998, est ainsi nommé en son honneur.
Les noms de genre du cilié chromiste Dragescoa et de son espèce type Dragescoa mirabilis lui ont été dédiés.